# Солнечное затмение 14 октября 2023 года
Солнечное затмение 14 октября 2023 года — кольцеобразное солнечное затмение 134 сароса, максимальную фазу которого можно было наблюдать на территории США, Центральной Америки, Колумбии и Бразилии.
Это солнечное затмение представляло собой повторение через сарос кольцеобразного солнечного затмения 3 октября 2005 года. Следующее затмение данного сароса произойдёт 25 октября 2041 года.
Следующее кольцеобразное затмение состоялось 2 октября 2024 года.

## Общая информация о затмении
Полоса кольцеобразной фазы началась в акватории Тихого океана в точке с координатами примерно 49,6° с. ш. и 150° з. д. (западнее побережья Северной Америки, почти точно напротив начала границы Канады и США). Оттуда полоса кольцеобразной фазы пошла в юго-восточном направлении и вступила на территорию Соединённых Штатов Америки, где проследовала через штаты Орегон, Калифорния (северо-восточный край), Невада, Юта, Колорадо (юго-западный край), Аризона (северо-восточный край), Нью-Мексико и Техас. Затем полоса кольцеобразного затмения прошла через Мексиканский залив, далее через полуостров Юкатан, где прошла по территории Мексики и Белиза, немного затронув также Гватемалу. После этого полоса кольцеобразной фазы пересекла Гондурасский залив, а затем пошла по Центральной Америке через территории Гондураса и Никарагуа и вышла в акваторию Карибского моря. Именно там, в точке с координатами 11,4° с. ш. и 83,1° з. д. (недалеко от начала границы Гондураса и Коста-Рики) в 18 ч. 00 мин. 41 сек. по всемирному времени наступила наибольшая фаза затмения. После этого полоса центральной фазы пересекла Панаму и вступила на территорию Южной Америки, где проследовала через Колумбию. Пройдя точку пересечения границы Колумбии и Бразилии с экватором, полоса сменила своё направление на восточное, прошла по северным районам Бразилии и вышла в акваторию Атлантического океана, где и закончилось в точке с координатами примерно 5,6° ю. ш. и 30° з. д.
Частные фазы затмения были видны почти во всей Америке (кроме западного побережья Аляски и южной части Чили и Аргентины), на крайнем западе Африки, в северо-восточной половине акватории Тихого океана, в западной и центральной зонах акватории Атлантического океана.

## Обстоятельства видимости затмения в городах мира
Основные населённые пункты, где можно было наблюдать кольцеобразное затмение:
| Населённый пункт         | Время UTC | Длительность |
| Юджин                    | 16:18:55  | 3 м 55 с     |
| Альбукерке               | 16:36:59  | 2 м 56 с     |
| Одесса                   | 16:45:38  | 4 м 49 с     |
| Мидленд                  | 16:45:52  | 4 м 53 с     |
| Сан-Антонио              | 16:54:18  | 4 м 21 с     |
| Сан-Франсиско-де-Кампече | 17:24:42  | 4 м 35 с     |
| Четумаль                 | 17:31:59  | 4 м 21 с     |
| Белиз                    | 17:34:23  | 5 м 11 с     |
| Ла-Сейба                 | 17:41:09  | 5 м 12 с     |
| Катакамас                | 17:45:11  | 5 м 13 с     |
| Лимон                    | 18:03:04  | 1 м 18 с     |
| Сантьяго-де-Верагуас     | 18:12:16  | 4 м 11 с     |
| Кали                     | 18:33:33  | 3 м 40 с     |
| Нейва                    | 18:37:29  | 5 м 5 с      |
| Арагуаина                | 19:39:08  | 4 м 9 с      |
| Жуазейру-ду-Норти        | 19:45:08  | 3 м 53 с     |
| Натал                    | 19:45:43  | 3 м 37 с     |
| Кампина-Гранди           | 19:46:29  | 3 м 1 с      |

## Изображения

Карта затмения

### США

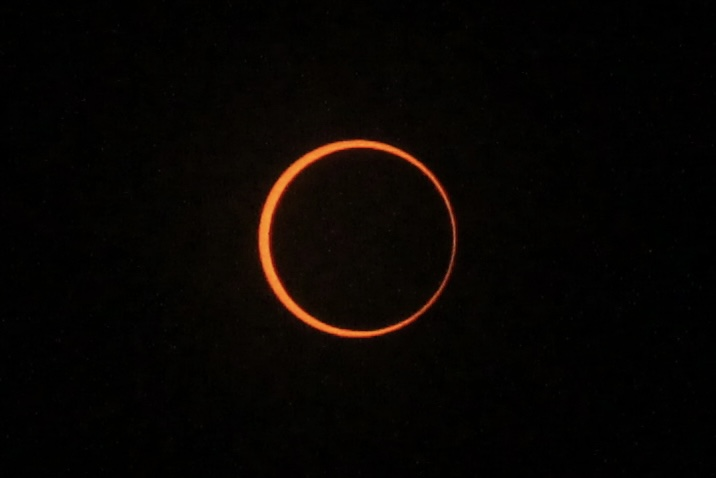
Видео кольцеобразного затмения из Альбукерке, Нью-Мексико
- Лос-Аламос, Нью-Мексико
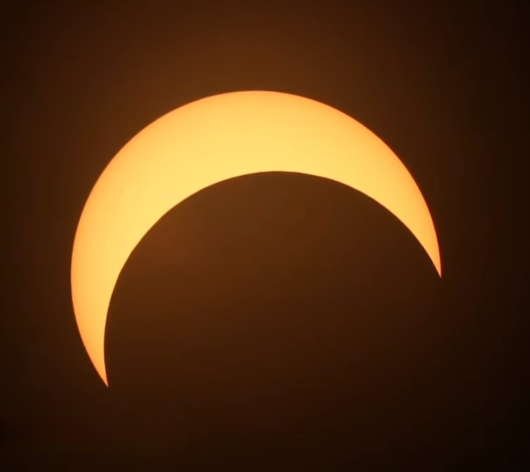
Кервилл, Техас
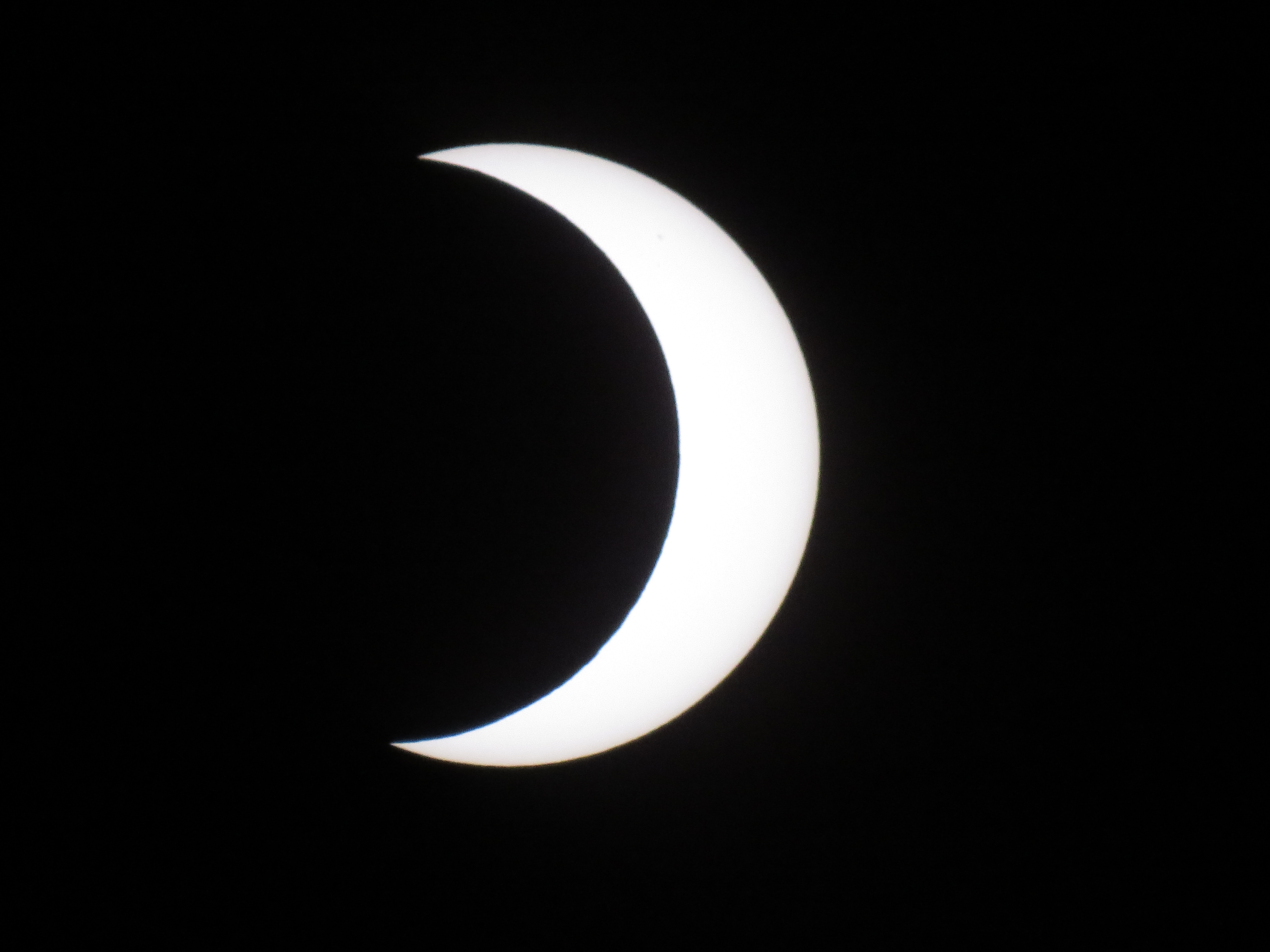
Санта-Ана, Калифорния

### Другие страны

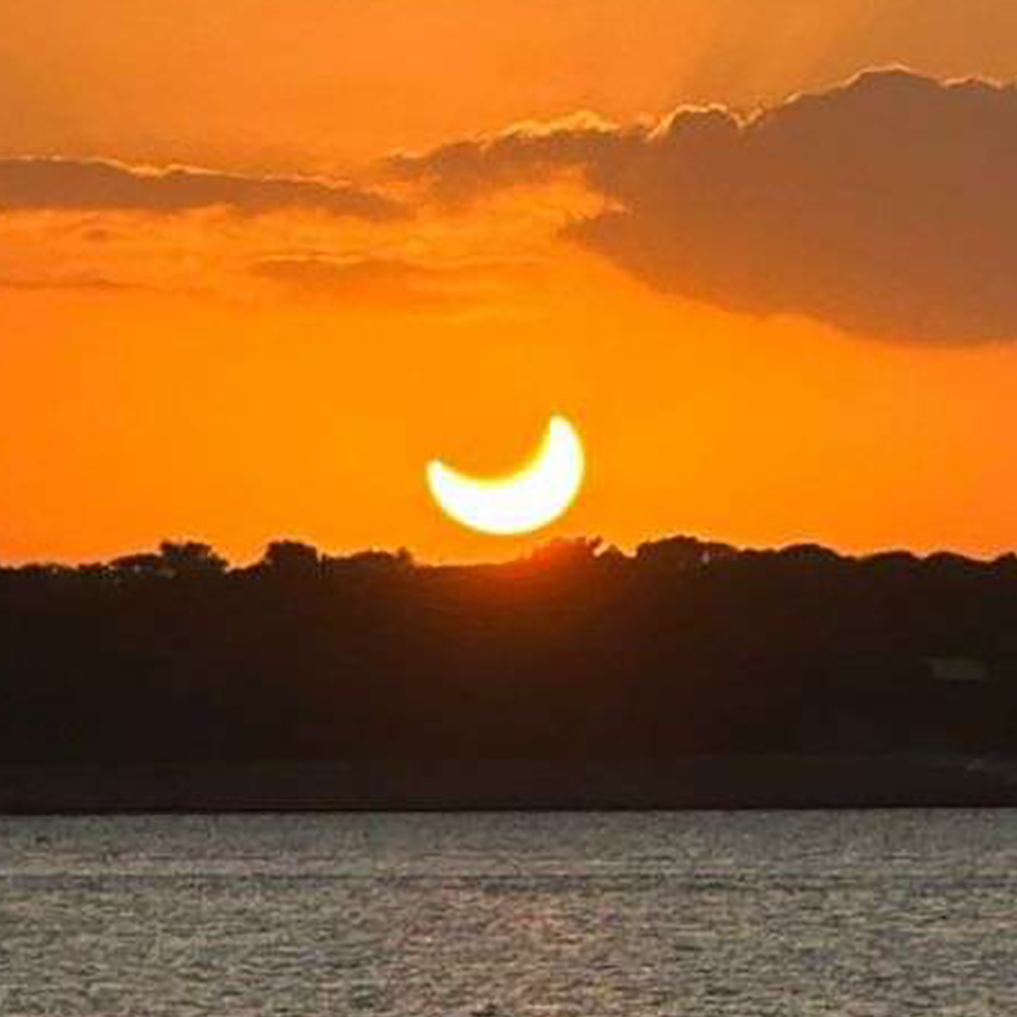
Натал, Бразилия
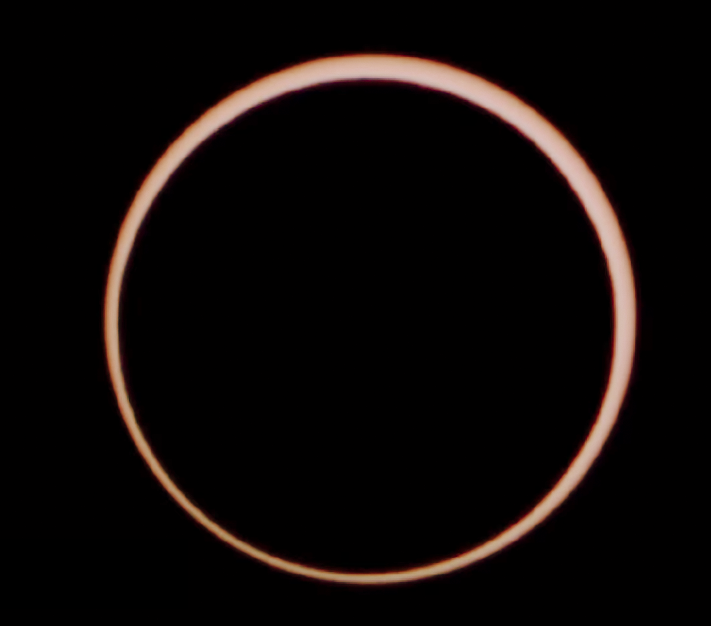
Жуазейру-ду-Норти, Бразилия
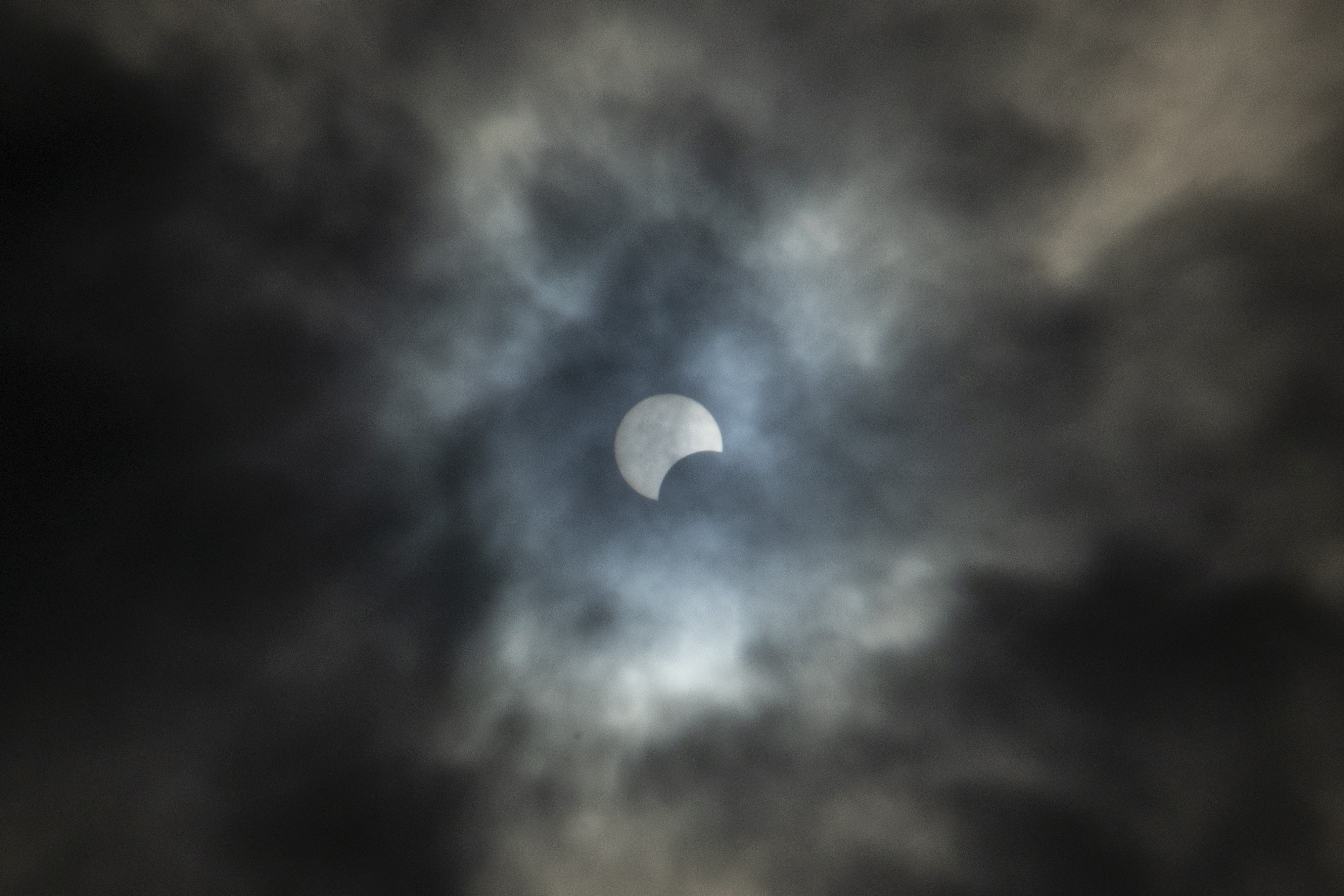
Канада
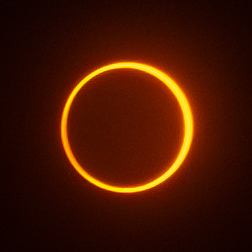
Сан-Франсиско-де-Кампече, Мексика